# Sporthal Alverberg
Sporthal Alverberg is een sportaccommodatie in het Belgische Hasselt. Het complex is in 1990 in gebruik genomen door Initia Hasselt en Limburg United. 

## Kenmerken
De Sporthal Alverberg heeft een capaciteit van 1.730 zitplaatsen. Het heeft 8 kleedkamers en heeft onder andere drie basketbalvelden, 2 handbal- en zaalvoetbalvelden en tot slot 6 velden voor volleybal en badminton. Er bestaat ook een judo- of danszaal van 15 x 15 meter.

## Sportevenementen
- 2007 - Europees kampioenschap volleybal vrouwen 2007
- 2014 - Kwalificatietoernooi EHF Champions League (mannen)
- 2015 - Final Four finale weekend BENE-League handbal

## Gebruikers
- Handbal - Initia Hasselt
- Basketbal - Limburg United
- Zaalvoetbal - Full Hasselt